# Cajuru
Cajuru é um município brasileiro, localizado na Região Metropolitana de Ribeirão Preto (RMRP), no estado de São Paulo. A uma latitude 21º16'31" sul e a uma longitude 47º18'15" oeste, estando a uma altitude de 775 metros. Sua população estimada em 2019 era de 26 167 habitantes.

## História
Proprietária de uma grande extensão de terras e cheia de uma fé piedosa, dona Maria Pires de Araújo, apoiada e em colaboração com seus filhos, doou para o patrimônio da Igreja em 11 de novembro de 1821, um terreno para a construção de uma capela em honra do fundador da ordem beneditina (tendo se tornado, assim, a segunda paróquia mais antiga da agora arquidiocese de Ribeirão Preto, ficando atrás somente da paróquia do Senhor Bom Jesus da Cana Verde, em Batatais, fundada em 1815), a qual foi curada em 16 de março de 1835 e, em volta da qual, foi se formando um povoado que recebeu o nome de São Bento do Cajuru, uma referência ao santo que se tornou desde o princípio orago da cidade e ao nome que os índios que habitavam o lugar o chamavam à época da chegada dos tropeiros: ka'îuru, que significa "boca do mato" em tupi.
De início, a povoação encontrou-se sob a jurisdição do município de Batatais, mas o seu crescimento se deu de forma tão rápida para os padrões da época que, em 19 de fevereiro de 1846, o império assentou a criação da Freguesia do Cajuru. A partir daí, tornou-se parte do município de Casa Branca, isso até 10 de julho de 1850, véspera dos festejos de São Bento, quando voltou para à custódia do município de Batatais.
Quinze anos mais tarde, em 18 de março de 1865, a cidade foi elevada à categoria de vila. Conseguiu a sua emancipação pouco mais de um ano depois, em 18 de agosto de 1866, considerada, a partir de então, a data de fundação definitiva de Cajuru.

## Geografia
Suas terras são brancas, arenosas, mestiças e roxas. A formação florística é variada: campos limpos e campos cerrados. Cerradões e matas frondosas. Possui cachoeiras e é área de recarga do aquífero Guarani. Riquezas Naturais: setenta cachoeiras e quedas d´água (que dão acesso a trilhas e também permitem a prática de esportes radicais), grutas, fauna e flora privilegiada. Trata-se de uma região de amplo potencial turístico, onde o caos das grandes metrópoles ainda não chegou.

### Hidrografia
- Rio Cubatão
- Rio Pardo

### Rodovias
- SP-333
- SP-338

## Demografia
Dados do Censo de 2013
População Total: 24 783
- Urbana: 20 802
- Rural: 2 576
- Homens: 11 700
- Mulheres: 11 678
- Densidade demográfica (hab./km²): 31,45
- Mortalidade infantil até 1 ano (por mil): 15,61
- Expectativa de vida (anos): 71,36
- Taxa de fecundidade (filhos por mulher): 2,19
- Taxa de Alfabetização: 90,48%
- Índice de Desenvolvimento Humano (IDH-M): 0,783
- IDH-M Renda: 0,714
- IDH-M Longevidade: 0,773
- IDH-M Educação: 0,862

## Política e administração

### Símbolos municipais
Brasão
O Brasão de armas de Cajuru é constituído de um escudo português clássico, encimado pela corôa mural da cidade. Apresenta na parte superior um campo azul (blau), uma cruz latina, branca, que atesta o espírito religioso sob o qual nasceu o povoado.
Possui também um rancho, retratando o antigo pouso de tropeiros. Dividindo o escudo, uma faixa sinuosa em campo prata, recorda o Rio das Mortes, em cujas margens se locarizaram as primeiras edificações e onde as rixas de tropeiros nominaram o curso d'água.
Na parte inferior, o campo de escudo é verde (sinople) e nela se posta a figura de um índia a evocar o nome da cidade (CAA + YURU). Dois ramos, um de café e outro de cana-de-açúcar, pintados em natural, homenageiam as principais fontes de produção do município.

## Economia
A base da economia cajuruense é particularmente agrícola, com boa parte das famílias sendo de alguma maneira empregadas nas plantações de cana-de-açúcar, café, laranja e, em menor proporção, eucalipto. Porém, pode-se observar um relevante crescimento no cultivo de hortifrutigranjeiros, sendo que seus produtos já abastecem várias cidades da região e são reconhecidos por sua qualidade. Há de se notar que a cidade também abriga indústrias metalúrgicas, voltadas para a fabricação de maquinaria agrícola (Menta Mit) e de peças para automóveis (Indústrias Rei - Metalúrgica Tanaka). Ademais, também há na cidade fábricas voltadas à produção de roupas (Koxilinho e Benneblues Jeans), cosméticos (Ricosti) e alimentos (Gold Meat).

## Infraestrutura

### Comunicações
O sistema de telefones automáticos foi inaugurado na cidade pela Companhia de Telecomunicações do Brasil Central (CTBC), que também implantou o sistema de discagem direta à distância (DDD) em 1982 com o código de área (016).

## Pessoas ilustres
- Paulistas de Cajuru

## Religião
O Cristianismo se faz presente na cidade da seguinte forma:

### Igreja Católica
- A igreja faz parte da Arquidiocese de Ribeirão Preto.[12]

### Igrejas Evangélicas
Entre as igrejas protestantes históricas, pentecostais e neopentecostais, encontram-se na cidade:
- Assembleia de Deus Ministério do Belém.[15][16]
- Congregação Cristã no Brasil.[17]